# Abd al-Rahman Shahbandar
Abd al-Rahman Shahbandar (en árabe: عبد الرحمن الشهبندر‎; ALA-LC: 'Abd al-Raḥman al-Shahbandar; 6 de noviembre de 1879 - 6 de julio de 1940) fue un destacado nacionalista sirio durante el mandato francés de Siria y uno de los principales opositores al compromiso con la autoridad francesa. Su devoción por el nacionalismo árabe se remonta a los días del Comité de Unión y Progreso y sus políticas de "turquificación". Apoyó la revuelta árabe durante la Primera Guerra Mundial y dirigió brevemente el Ministerio de Asuntos Exteriores bajo el mando del Emir Faisal.
Cuando Francia ocupó Siria en julio de 1920, huyó del país. Shahbandar regresó en 1921 y organizó la Iron Hand Society para agitar contra el dominio francés. Este fue el primer grupo nacionalista sirio que surgió en Damasco durante el Mandato y Shahbandar organizó su expansión a Homs y Hama. En abril de 1922, los franceses lo arrestaron a él y a otros líderes de la Mano de Hierro por incitar a su gobierno. Los arrestos desencadenaron varios días de manifestaciones y enfrentamientos sangrientos entre los manifestantes y las fuerzas francesas en Damasco. No obstante, los franceses juzgaron a Shahbandar por actividades subversivas y lo condenaron a 20 años de prisión.
Después de cumplir un año y medio de su condena, los franceses lo enviaron al exilio, donde se unió a las actividades del Congreso Sirio-Palestino con sede en El Cairo. Los franceses le permitieron regresar a Siria en 1924. Al año siguiente, Shahbandar dirigió la formación del primer partido nacionalista de Siria, el Partido Popular. Luego ayudó a organizar la expansión de la revolución siria desde Jabal Druze al resto de Siria. Eludió a las autoridades francesas y se mudó a Jabal Druze durante la revuelta. Allí, él y Sultan al-Atrash formaron un gobierno provisional. Cuando la revuelta se derrumbó en 1927, Shahbandar huyó a Transjordania y de allí a Egipto.
En 1937, una amnistía francesa le permitió regresar del exilio y ordenó a sus seguidores que se opusieran al Tratado franco-sirio con el argumento de que otorgaba a Francia privilegios que restaban valor a la soberanía siria. A él se unieron poderosos políticos sirios como Munir al-Ajlani. También dirigió una campaña política para desacreditar al gobierno del Bloque Nacional del Primer Ministro Jamil Mardam Bey. Durante la Segunda Guerra Mundial, los franceses consideraron cooperar con Shahbandar debido a su oposición al Bloque Nacional y debido al apoyo de Gran Bretaña y los hachemitas. En junio de 1940 fue asesinado en Damasco. Los franceses acusaron a varias figuras destacadas del Bloque Nacional, incluidos Jamil Mardam y Saadallah al-Jabiri, de planear el asesinato y huyeron a Irak. Si bien Shahbandar fue uno de los líderes más populares de Siria, nunca construyó una organización que perpetuara su legado político.